# Mariano Salvador Maella

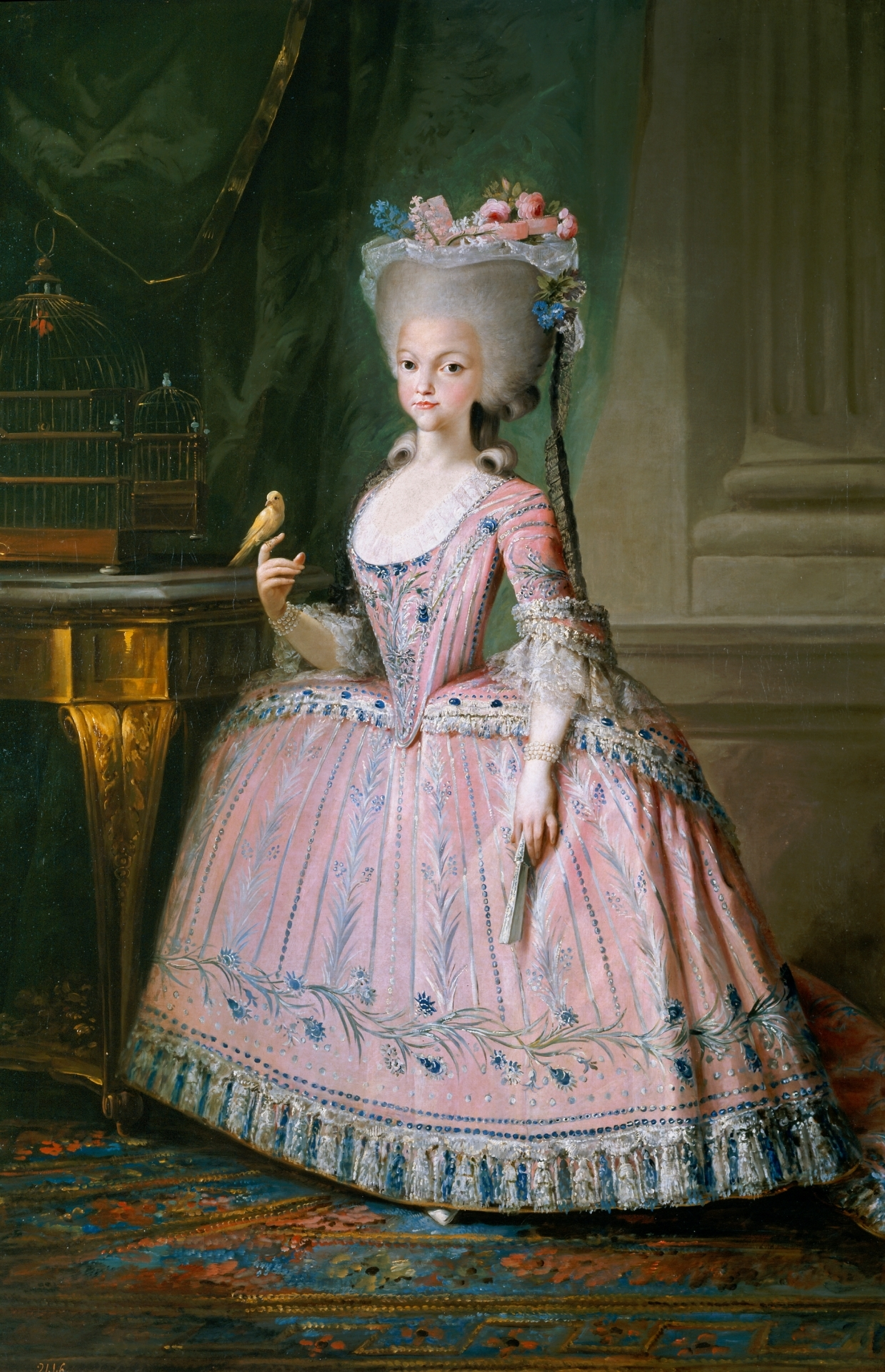
Carlota Joaquina, infantka hiszpańska i królowa portugalska, 1785

Mariano Salvador Maella Pérez (21 sierpnia 1739 w Walencji, zm. 10 maja 1819 w Madrycie) – hiszpański malarz okresu neoklasycyzmu. 
Był synem przeciętnego malarza. Po przeniesieniu się do Madrytu wstąpił do pracowni Felipe’a de Castra (1711–1775), a później do Królewskiej Akademii Sztuk Pięknych św. Ferdynanda w Madrycie. Ożenił się z córką Antonia Gonzaleza Velazqueza. W latach 1758–65 przebywał w Rzymie. W latach 1795–98 był dyrektorem generalnym Królewskiej Akademii Sztuk Pięknych św. Ferdynanda. W 1774, wraz z Goyą, został mianowany malarzem nadwornym Karola IV. Wykonał freski m.in. w kolegiacie San Ildefonso w La Granja (1772) oraz w Pałacu Królewskim w Madrycie (1789). Malował portrety rodziny królewskiej i projektował gobeliny dla Królewskiej Manufaktury Tapiserii Santa Bárbara w Madrycie. Wielokrotnie podejmował temat "Niepokalanego Poczęcia". Jego mistrzem i protektorem był Anton Raphael Mengs. Współpracował też z Francisco Bayeu. 
Karol III był opiekunem jednej z największych świątyń w Madrycie – Kościoła San Francisco el Grande. Korzystający z protekcji króla Zakon franciszkanów zamówił siedem obrazów mających zdobić ołtarze świątyni, a ich wykonanie zlecono siedmiu znanym malarzom epoki. Wśród wyróżnionych niewątpliwym zaszczytem artystów znalazł się również Maella oraz: Francisco Goya, Francisco Bayeu, Gregorio Ferro, Andrés de la Calleja, Antonio González Velázquez i José del Castillo. Malowidła powstały w latach 1781-83.

## Wybrane dzieła
- Święty Franciszek Borgiasz nad ciałem cesarzowej Izabeli –  1787, Katedra w Walencji
- Carlota Joaquina, infantka hiszpańska i królowa portugalska –  ok. 1785, 177 x 116 cm, Prado, Madryt
- Don Froilán de Berganza –  142 x 107 cm, Prado, Madryt
- Jesień –  144 x 74 cm, Prado, Madryt
- Lato –  144 x 79 cm, Prado, Madryt
- Marina –  56 x 74 cm, Prado, Madryt
- Niepokalane Poczęcie –  1781, 142 x 74 cm, Prado, Madryt
- Pejzaż morski –  56 x 74 cm, Prado, Madryt
- Portret Karola III w stroju Orderu Złotego Runa –  1784, Pałac Królewski, Madryt
- Portret królowej Marii Luizy –  Muzeum Romantyzmu w Madrycie
- Rybacy –  56 x 75 cm, Prado, Madryt
- Trzęsienie ziemi w 1755 roku –  1759, Klasztor Santo Domingo, Kadyks
- Wiosna –  144 x 80 cm, Prado, Madryt
- Wizja św. Sebastiana z Aparicio –  172 x 123 cm, Prado, Madryt
- Zima –  143 x 85 cm, Prado, Madryt